# Hydrobiomorpha medius
Hydrobiomorpha medius är en skalbaggsart som först beskrevs av Gaspard Auguste Brullé 1837.  Hydrobiomorpha medius ingår i släktet Hydrobiomorpha och familjen palpbaggar. Inga underarter finns listade i Catalogue of Life.